# إيمي هيرينغ
إيمي هيلين هيرينغ (بالإنجليزية: Amy H. Herring)‏ أخصائية إحصاء حيوي أمريكية مهتمة ببيانات الاستقصاء الطولانية والصحة الإنجابية. حصلت سابقاً على درجة أستاذية كارول ريمر آنجيل للصحة البيئية للأطفال في جامعة نورث كارولينا في تشابل هيل، وهي الآن أستاذة في قسم العلوم الإحصائية وأستاذة أبحاث في معهد الصحة العالمي بجامعة ديوك. كانت الباحثة الرئيسية في دراسة جرت عام 2013 والتي أظهرت بياناتها أن العديد من النساء الأمريكيات قُلنّ أنهنّ كنّ عذارى عند ولادة طفلهن الأول. 

## التعليم والمهنة
تخرجت هيرينغ بامتياز مع مرتبة الشرف من جامعة ميسيسيبي عام 1995، مع تخصص مزدوج في اللغة الإنجليزية والرياضيات. [1] أكملت درجة الدكتوراه في الإحصاء الحيوي من جامعة هارفارد عام 2000، كانت أطروحتها «المتغيرات المفقودة في تحليل البقاء على قيد الحياة» التي أُشرِف عليها من قبل الدكتور جوزيف جي. إبراهيم.
التحقت بكلية نورث كارولينا في عام 2000، حيث أصبحت زميلة في مركز كارولينا السكاني في عام 2006 ودرجة أستاذية كارول ريمر أنجل للصحة البيئية للأطفال في عام 2015. انتقلت إلى ديوك في عام 2017 كجزء من مبادرة توظيف لتوسيع هيئة تدريس ديوك في العلوم الكمية.
تشغل مناصب قيادية على الصعيدين الوطني والدولي، بما في ذلك رئيسة سابقة لقسم القياسات الحيوية بالجمعية الإحصائية الأمريكية وأمينة تنفيذية للجمعية الدولية لتحليل النظرية الافتراضية. وهي عضو في العديد من اللجان الوطنية، بما في ذلك لجنة الأكاديمية الوطنية للعلوم حول الإحصاء التطبيقي والنظري ولجنة الأبحاث بمعهد الآثار الصحية. بالإضافة إلى مناصبها في العلوم الإحصائية والصحة العالمية، تعمل الأستاذة هيرينغ مديرة مشاركة لديوك فورج، مركز ديوك لعلوم البيانات الصحية العملية. 

## البحث
مُوِّل برنامجها البحثي من قبل المعهد الوطني للصحة (NIH)، أُجريت دراسة استقصائية طولية من قبل هيرينغ ونُشرِت في المجلة الطبية البريطانية قارنت فيها بين تواريخ الولادات والجماع الأول المعلن عنه في أسئلة منفصلة لعينة من النساء الأميركيات، وحددت أنه وفقاً لهذه البيانات فإن واحدة من بين كل 200 امرأة في الولايات المتحدة الأمريكية وضعت طفلها وهي عذراء.
أعلنت هيرينغ أنه «من المستبعد للغاية» أن تعتقد هؤلاء النساء بأنهن عذارى وقت ولادة أطفالهن، واقترحت أن تكون النتيجة بدلاً من ذلك مزيجاً من عدم الدقة غير المقصودة من قبل الموضوعات وعدم رغبة المستجيبين في الاعتراف بممارسة الجماع.

## الجوائز والتكريم
اُنتخبِت هيرينغ كزميل للجمعية الإحصائية الأمريكية في عام 2010. فازت بجائزة جيرترود م. كوكس لمساهماتها البارزة في الإحصاءات التطبيقية في عام 2012. [7] في نفس العام، منحتها جمعية الصحة العامة الأمريكية جائزة مورتيمر شبيجلمان،  كأفضل إحصائية تطبيقية للصحة العامة تحت سن 40. 